# 2439 Ulugbek
2439 Ulugbek је астероид главног астероидног појаса са пречником од приближно 20,41 .
Афел астероида је на удаљености од 3,638 астрономских јединица (АЈ) од Сунца, а перихел на 2,624 АЈ.
Ексцентрицитет орбите износи 0,161, инклинација (нагиб) орбите у односу на раван еклиптике 0,279 степени, а орбитални период износи 2024,239 дана (5,542 година).
Апсолутна магнитуда астероида је 11,50 а геометријски албедо 0,106.
Астероид је откривен 21. августа 1977. године.